# Mauro Muñiz
Mauro Muñiz de Urquiza (Madrid, 16 de septiembre de 1964-Madrid, 15 de abril de 2023), conocido popularmente como Don Mauro, fue un actor, músico, compositor, guionista y humorista español.

## Primeros años
Mauro Muñiz nació en Madrid el 16 de septiembre de 1964. Hijo de Mauro Muñiz Rodríguez, periodista y escritor gijonés, y de Paloma de Urquiza y Fernández de la Reguera, también periodista y escritora. Fue además hermano de la dirigente política María Muñiz.
Se educó en el Colegio Estudio de Madrid y desde temprana edad tomó clases de piano. Finalizó la carrera superior de Piano Clásico, Composición y Jazz en el Real Conservatorio Superior de Música de Madrid, a la vez que estudió Bellas Artes. Se formó también en las artes escénicas de la mano de la actriz Cristina Rota.

## Trayectoria artística
Mauro Muñiz fue muy popular por su personaje de comedia Don Mauro, destacándose por sus monólogos en Paramount Comedy. 
Participó además en series como Aída, Hospital Central, La que se avecina, Sin tetas no hay paraíso, Los hombres de Paco, Muchachada Nui, Museo Coconut, La Catedral del Mar, Entrevias o Conquistadores: Adventum, personificando en esta última a Juan Sebastián Elcano.
En cine trabajó en producciones tales como 3 bodas de más y Pagafantas. Se destaca además su participación en el cortometraje “Ella” de Javier Marco, siendo distinguido con el premio al Mejor Actor en el "12 Months Film Festival International Competition" por esta labor.
Protagonizó también obras de teatro, siendo su última participación en la obra “Los hombres son de Marte y las mujeres de Venus”, adaptación del best seller de John Gray.
Como músico, Muñiz fue tecladista del grupo La Cabra Mecánica, junto a quienes grabó el disco Cabrón en 1999, segunda creación de esa agrupación. Ha sido además pianista y autor de bandas originales sonoras para cine y teatro.
Fue también guionista de televisión y teatro y trabajó además como ilustrador para el semanario El Caso.

## Premios
- Premio al Mejor Actor en el «12 Months Film Festival International Competition», por el cortometraje Ella de Javier Marco.[3]

## Filmografía
| - Dragón Rapide (1986) - La Rusa (1987) - La taberna fantástica (1988, película para tv) - Onassis: el hombre más rico del mundo (1988, película para tv) - Esquilache (1989) - Sangre y arena (1989) - Las cartas de Alou (1990) - La huella del crimen 2 (1985-2010, serie de tv) - Canguros (1994-1997, serie de tv) - La hora chanante (2002-2006, serie de tv) - Al filo de la ley (2005, serie de tv) - Corta-t (2005-2006, serie de tv) - Vete de mí (2006) - El comisario (1999-2009, serie de tv) - MIR (2007-2009, serie de tv) - Cineasta (2007) - Los hombres de Paco (2005- , serie de tv) - Aída (2005-2014, serie de tv) - Limoncello (2007, cortometraje) - Cuenta atrás (2007-2008, serie de tv) - Y todo va bien (2008, cortometraje) - Sin tetas no hay paraíso (2008-2009, serie de tv) - Mi gemela es hija única (2008-2009, serie de tv) - Marisol (2009, miniserie de tv) | - Muchachada Nui (2007-2010, serie de tv) - Pagafantas (2009) - Tú antes molabas (2008-2009, serie de tv) - 90-60-90, diario secreto de una adolescente (2009, serie de tv) - Hospital Central (2000-2012, serie de tv) - Intercambio (2010, cortometraje) - No controles (2010) - Museo Coconut (2010-2014, serie de tv) - Tierra de lobos (2010-2014, serie de tv) - El pisto de Evaristo (2010, cortometraje de tv) - 100 Calabazas (2011-2012, serie de tv) - Ni pies ni cabeza (2012) - Chuzos de punta (2012, cortometraje) - Bandolera (2011-2013, serie de tv) - Pecho Lobo (2012) - Un dios prohibido (2013) - Gran Hotel (2011-2013, serie de tv) - 3 bodas de más (2013) - Isabel (2011-2014, serie de tv) - #Sequence (2013) - Los misterios de Laura (2009-2014, serie de tv) - La buena muerte: Cristo de (2014, cortometraje) - ¡Qué noche la de Reyes! (2015, película de tv) | - La que se avecina (2007- , serie de tv) - El partido (2015- , serie de tv) - Retorno a Lílifor (2015- ,serie de tv) - Jauría Nick (2014- , miniserie de tv) - Ella (2016, cortometraje) - Olmos y Robles (2015-2016, serie de tv) - La sonata del silencio (2016, serie de tv) - El vestido (2017, cortometraje) - Conquistadores: Adventum (2017, miniserie de tv) - La catedral del mar (2018, serie de tv) - Blabla.cat (2018, cortometraje) - Cuéntame cómo pasó (2001-2023, serie de tv) - Puerta esperanza - cerrado por ley (2018, cortometraje) - Perdiendo el este (2019) - Capítulo 0 (2018-2019, serie de tv) - Las suecas (2020, cortometraje) - Nacional 106 (2020, cortometraje) - HIT (2020- , serie de tv) - Supernormal (2021-2023, serie de tv) - Plantados (2021) - El Corazón del Imperio (2021- , serie de tv) - Los Reyes Magos: La Verdad (2022) - Entrevias (2023) |

## Muerte
Mauro Muñiz falleció el 15 de abril de 2023 a los 58 años.